# Ledenik pod Skuto
Ledenik pod Skuto je gorski ledenik, ki se nahaja pod Skuto v Kamniško Savinjskih Alpah in je najbolj vzhodno ležeč ledenik v Alpah. Leta 1950 je zavzemal površino 2.8 hektarja, leta 2016 pa 1.6 hektarja. S spodnjo nadmorsko višino, 2020m, je tudi eden najnižje ležečih alpskih ledenikov.
Je eden izmed dveh obstoječih ledenikov v Sloveniji, poleg Triglavskega ledenika. Po površini in debelini je že prehitel slednjega. Temu botruje predvsem lega; ledenik pod Skuto se nahaja na senčni strani, medtem ko triglavski ledenik leži na prisojni.

## Lega
Ledenik pod Skuto velja skupaj s Triglavskim ledenikom za najbolj jugovzhodno ležeč ledenik v Alpah. Najdemo ga v severnem delu osrednje verige Kamniško-Savinjskih Alp, v krnici, ki je proti jugu zaprta z vrhovoma Skute in Kranjske Rinke, na severozahod pa se odpira proti Jezerskemu. Ledenik se je obdržal v osojni in večji del leta senčni legi na nadmorski višini med 2010 in 2120 m. Napaja se z vsakoletnimi snežnimi padavinami. Dodaten sneg prinašajo močni vetrovi z južne do zahodne smeri, potem, ko ga na privetrni strani grebena poberejo, ter snežni plazovi, ki se na ledenik prožijo iz okoliških žlebov in grap.

## Zgodovina
Ledenik je nastal v zgornjem delu nekdanjega veliko obsežnejšega Jezerskega ledenika, ki se je v pleistocenu valil izpod Skute proti Jezerskemu in je na svoji poti ustvaril slikovito ledeniško dolino, imenovano Ravenska kočna. Sledovi obsežnega nekdanjega ledenika so najbolj vidni na širšem območju Jezerske kotlinice, čeprav je v najvišjem stadiju pleistocenske poledenitve segal vse do Zgornjih Fužin v dolini Kokre. Po koncu velike ledene dobe so se na Slovenskem menjavala hladnejša in toplejša obdobja. Za hladnejše je veljala tako imenovana mala ledena doba med sredo 14. in sredo 19. stoletja, z viški okrog let 1350, 1600 in 1850. Za to obdobje je bilo značilno, da so se ledeniki v Alpah okrepili. Domneva se, da sta takrat nastala tudi današnja Ledenik pod Skuto in Triglavski ledenik.
Prva dokumentirana omemba sega v leto 1913, ko se je na ledeniku konec julija smrtno ponesrečil 15-letni dijak Janko Petrič iz Ljubljane. Kljub opozorilom o nevarnem plezanju čez severno steno grebena med Rinko in Skuto se je lotil težavne ture, da bi starejšim kolegom dokazal svoje sposobnosti. Po neuspelem iskanju na grebenih in snežiščih, so se posvetili še ledeniškim razpokam, kjer je bil dijak najden mrtev. V poročilu so omenjene več kot 10m globoke ledeniške razpoke, kar je omogočilo prikaz stanja ledenika pred stoletjem.

### Danes
Kljub negativnem trendu v rasti in nižji nadmorski višini, je ledenik tako po prostornini (pred leti nekaj časa tudi po površini), že dohitel in celo prehitel nekdaj veliko večji in debelejši Triglavski ledenik, ki podnebnim spremembam očitno podlega veliko hitreje. K zmernejšemu taljenju Ledenika pod Skuto v toplejšem obdobju je verjetno odločilno pripomogla prav njegova lega v izrazito senčni krnici. Poleg tega pa njegovo površino občasno prekrije obilnejše kamninsko gradivo, sicer posledica skalnih podorov z ostenja nad ledenikom. Nad jugozahodnim delom ledenika je prišlo v začetku talilne dobe leta 2013 do večjega skalnega podora, ki je prekril del ledeniške površine. Gre za največji skalni podor nad tem delom ledenika po letu 2002. Procesi na širšem območju ledenika potrjujejo, da je zaradi podnebnih sprememb v zadnjih desetletjih vse bolj intenzivno toplotno krčenje oziroma raztezanje kamnin ter njihovo zmrzalno preperevanje.

## Meritve
Sodelavci Geografskega inštituta Antona Melika ZRC SAZU od leta 1946 opazujejo oba slovenska ledenika. Projekt opazovanja slednjih je med najstarejšimi in najdaljšimi znanstvenoraziskovalnimi projekti na Slovenskem. Do sredine devetdesetih let dvajsetega stoletja so potekale meritve s klasično metodo odčitavanja spremembe dolžine oz. debeline ledenika na posameznih točkah. Od takrat so začeli s sodobnejšimi fotogrametričnimi meritvami, ki omogočajo prostorsko zaznavanje in kasnejšo predstavitev rezultatov. Od leta 1976 snemajo ledenik tudi s posebnim panoramskim fotoaparatom, podatki o obeh ledenikih pa gredo tudi v mednarodno izmenjavo.

## Smučišče
Ledenik je v začetku talilne dobe pogosto povezan s snežišči pod njim, ki ob povprečnih zimah vztrajajo do sredine poletja in se končajo na spodnjem robu Ledin na nadmorski višini okrog 1750 m. V 70. in 80. letih dvajsetega stoletja so snežišča pod ledenikom privabljala smučarje. Slednji so imeli ob podpori 600 metrov dolge vlečnice, občasno pa tudi teptalca snega, ki so ga z vojaškim helikopterjem pripeljali s Krvavca, na ledeniku pod Skuto ustrezne pogoje za smučanje tudi v poletnem času. To visokogorsko smučišče je večkrat obiskala tudi tedanja Jugoslovanska smučarska reprezentanca, vključno z Juretom Frankom ter Bojanom Križajem. 

Žičnice na snežiščih pod ledenikom dandanes več ni, kljub temu pa Ledine ostajajo priljubljen kraj za pomladansko in zgodnje poletno turno smučanje.
Lovska družina Jezersko na ledeniku pod Skuto vsako leto sredi junija organizira Tekmo za kristalnega gamsa.

## Osnovni podatki
- Površina: 1,7 ha (2007)[1]
- Nadmorska višina: 2010–2120 m
- Povprečna debelina ledu: 7 m (september 2006)
- Maksimalna debelina ledu: 12 m (september 2006)
- Prostornina: 80.000 m3 (september 2006)

## Dostop
V bližino ledenika vodi več markiranih poti. Najlažji je dostop mimo Kranjske koče na Ledinah po eni izmed markiranih poti, od koder nas do ledenika loči približno ura hoje. Ledenik zagledamo le nekaj minut nad kočo, ko dosežemo položnejši svet na spodnjem robu Ledin.
- 2.45 h: z Zgornjega Jezerskega , po lovski poti, mimo Kranjske koče na Ledinah.
- 2.30 h: z Zgornjega Jezerskega, po Slovenski poti, mimo Kranjske koče na Ledinah.
- 2.30 h: z Zgornjega Jezerskega, skozi Žrelo, mimo Kranjske koče na Ledinah.

Pot od Kranjske koče na Ledinah do ledenika vodi preko melišča. Na spodnjem robu ledenika je svet položnejši (naklon 25°–30°), zato ogled tega dela ni težaven. Celoten obhod ledenika pa zahteva alpinistična znanja, izkušnje in opremo, zato je ogled neveščim odsvetovan. Naklon na zgornjem robu ledeniške površine je mestoma večji od 40°.

## Galerija
- Pogled na poletna snežišča pod ledenikom iz spodnjega obronka Ledin.
- Snežišča pod ledenikom.
- Izvir.
- Ledeniški sneg.
- Gams ob prečenju ledenika.